# Lilian Marijnissen
Lilian Marie Corneel Marijnissen (Oss, 11 juli 1985) is een Nederlands politica. Vanaf 23 maart 2017 was zij namens de Socialistische Partij (SP) lid van de Tweede Kamer der Staten-Generaal. In december 2017 volgde zij Emile Roemer op als voorzitter van de SP-fractie in de Tweede Kamer en partijleider. Op 12 december 2023 trad ze na zetelverlies bij de Tweede Kamerverkiezingen 2023 af als politiek leider van haar partij en verliet ze het parlement. 

## Biografie

### Jeugd, opleiding, lokale politiek
Lilian Marijnissen is de dochter van voormalig SP-leider Jan Marijnissen. Haar moeder Mari-Anne Marijnissen was in Oss gemeenteraadslid en van 1998 tot 2000 wethouder. Al op vierjarige leeftijd was Lilian Marijnissen samen met haar vader te zien in de campagne van de SP voor de Tweede Kamerverkiezingen 1989. Ze had een prominente plek op het verkiezingsaffiche.
Op 16-jarige leeftijd stond ze kandidaat voor de SP in Oss bij de gemeenteraadsverkiezingen van 2002. Ondanks een lage plaats op de lijst werd ze met voorkeurstemmen gekozen. Ze kon haar zetel niet innemen omdat ze op dat moment nog niet de leeftijd van 18 jaar had bereikt; de minimumleeftijd om gekozen te worden in een gemeenteraad of ander politiek vertegenwoordigend orgaan. Op 11 september 2003, twee maanden na haar achttiende verjaardag, werd Marijnissen alsnog raadslid toen een lid van de SP-fractie besloot zijn zetel ter beschikking te stellen. In het kader van haar raadswerk zat zij in de raadscommissie maatschappelijke participatie (cultuur, jongeren, werkgelegenheid). Bij de gemeenteraadsverkiezingen van 2006 stond Marijnissen tweede op de kandidatenlijst van de SP in Oss en werd ze herkozen.
Naast haar raadswerk studeerde Marijnissen politicologie. In 2006 behaalde zij haar bachelordiploma aan de Radboud Universiteit Nijmegen. Na een klein jaar werkervaring opdoen, deed ze aan de Universiteit van Amsterdam haar master politicologie: Politieke Theorie en Gedrag. Ze trad in 2008 in dienst bij de Abvakabo FNV. Daar hield ze zich bezig met het organiseren van werknemers in de zorg en voerde ze cao-onderhandelingen. Bij de gemeenteraadsverkiezingen van 2010 en opnieuw bij verkiezingen na een gemeentelijke herindeling in 2014 werd ze herkozen in de Osse gemeenteraad. Bij de laatste verkiezingen kreeg ze als tweede op de lijst meer stemmen dan lijsttrekker Jan Zoll.

### Landelijke politiek
In augustus 2016 maakte ze bekend de FNV te verlaten. Kort daarna werd duidelijk dat ze op de derde plek stond van de SP-kandidatenlijst voor de Tweede Kamerverkiezingen 2017. Ze werd gekozen in het parlement en werd geïnstalleerd op 23 maart 2017. In eerste instantie was ze namens haar fractie woordvoerder op het beleidsterrein zorg. Ze maakte zich in de Kamer onder andere sterk voor zorgbuurthuizen, als kleinschalige wooninstelling voor ouderen in de wijk waar ze al woonden. Ze diende hiervoor een initiatiefnota in. In 2023 werd het eerste zorgbuurthuis van Nederland geopend in haar woonplaats Oss.
Nadat Emile Roemer aftrad als fractievoorzitter en partijleider, stelde Marijnissen zich kandidaat. Op 13 december 2017 koos de SP-fractie haar tot voorzitter, waarmee ze collega-Kamerlid Sadet Karabulut versloeg.
Op 20 juni 2020 werd zij, na stemming van de partijraad en het partijbestuur, gekozen als lijsttrekker voor de Tweede Kamerverkiezingen 2021. Bij deze verkiezingen viel de SP terug van 14 naar 9 zetels. In de aanloop naar de gemeenteraadsverkiezingen van 2022 voerde Marijnissen met haar partij actie onder de slogan "De buurt is van ons". Ze stelde in deze campagne onder andere negatieve gevolgen van arbeidsmigratie voor loonontwikkeling en sociale samenhang binnen buurten aan de orde. Ze kreeg daarop de kritiek tegen migratie te zijn en een xenofoob standpunt in te nemen. Ook na de verkiezingen bleef arbeidsmigratie een thema voor Marijnissen. In een interview met Trouw in mei 2022 noemde ze het een 'pervers verdienmodel voor werkgevers' en pleitte ze voor meer regulering. Daarnaast kaartte ze via schriftelijke vragen aan de verantwoordelijk ministers de vaak schrijnende woonsituatie en uitbuiting van EU-arbeidsmigranten aan.
Marijnissen werd in juli 2023 op een partijraad van de SP gekozen als lijsttrekker voor de Tweede Kamerverkiezingen 2023. Ze was de enige kandidaat. De SP zakte bij deze verkiezingen verder terug van negen naar vijf zetels. Dit was de zevende verkiezing op rij onder het leiderschap van Marijnissen, waarbij de SP achteruitging. Op de verkiezingsavond zei ze nog 'supergemotiveerd' te zijn 'om deze strijd voort te zetten', maar de beslissing over haar aanblijven bij haar partij te leggen. Op 9 december, kort na de installatie van de nieuwe Tweede Kamerleden, kondigde ze via een bericht op X haar vertrek aan uit de landelijke politiek en als partijleider. Als reden schreef ze: "Helaas hebben afgelopen verkiezingen voor de SP niet het resultaat gehad waar wij op gehoopt hadden (..) Op basis hiervan merk ik dat er in de partij behoefte is aan een nieuw gezicht." Drie dagen later verliet ze de Tweede Kamer en trad ze af als partijleider. Ze werd als fractievoorzitter opgevolgd door Jimmy Dijk. De vrijgekomen plek in de Tweede Kamer werd ingenomen door Sarah Dobbe.

### Na de politiek
Sinds 5 januari 2025 is Marijnissen als panellid te zien in het televisieprogramma Ranking the Stars.
Per 13 februari 2025 is zij toegetreden tot de Raad van Toezicht van Stichting (Gelijk)waardig Herstel, die eind 2023 werd opgericht door prinses Laurentien en gedupeerden van het toeslagenschandaal helpt.

## Privé
Van 2018 tot eind 2021 had Marijnissen een relatie met presentator Bart Nolles. Op 3 september 2024 beviel ze van een dochter samen met haar nieuwe partner Joeri Jansen.

## Onderscheidingen
Zowel in 2020 als in 2023 werd Marijnissen onderscheiden met de Klare Taalprijs van de Jargonbrigade.

## Uitslagen verkiezingen
| Verkiezingen                  | Plaats Marijnissen | Zetels SP | Aantal stemmen |
| ----------------------------- | ------------------ | --------- | -------------- |
| Tweede Kamerverkiezingen 2017 | 3 (lijst SP)       | 14        | 124.626        |
| Tweede Kamerverkiezingen 2021 | 1 (lijst SP)       | 9         | 416.690        |
| Tweede Kamerverkiezingen 2023 | 1 (lijst SP)       | 5         | 273.734        |

## Publicatie
- De winst van eerlijk delen: Ons pleidooi voor radicale democratisering (Prometheus, 2022)